# 施啟揚
施啟揚（1935年5月5日—2019年5月5日），出生於日治臺灣台中州彰化郡鹿港街，中華民國法學家，中國國民黨党员，曾任司法院院長、行政院副院長、國家安全會議秘書長、大陸委員會主任委員。配偶為李鍾桂。

## 生平

### 政治生涯
1958年臺灣大學法律系畢業後，一方面擔任助教，一方面攻讀碩士學位，1962年取得法律學碩士學位後，出國至德國攻讀博士學位，1967年取得海德堡大學法學博士學位。回國後，先是任職臺大法律系副教授，政治大學國際關係研究中心助理研究員、研究員等職務，1971年起擔任臺大法律系兼任教授至1984年。

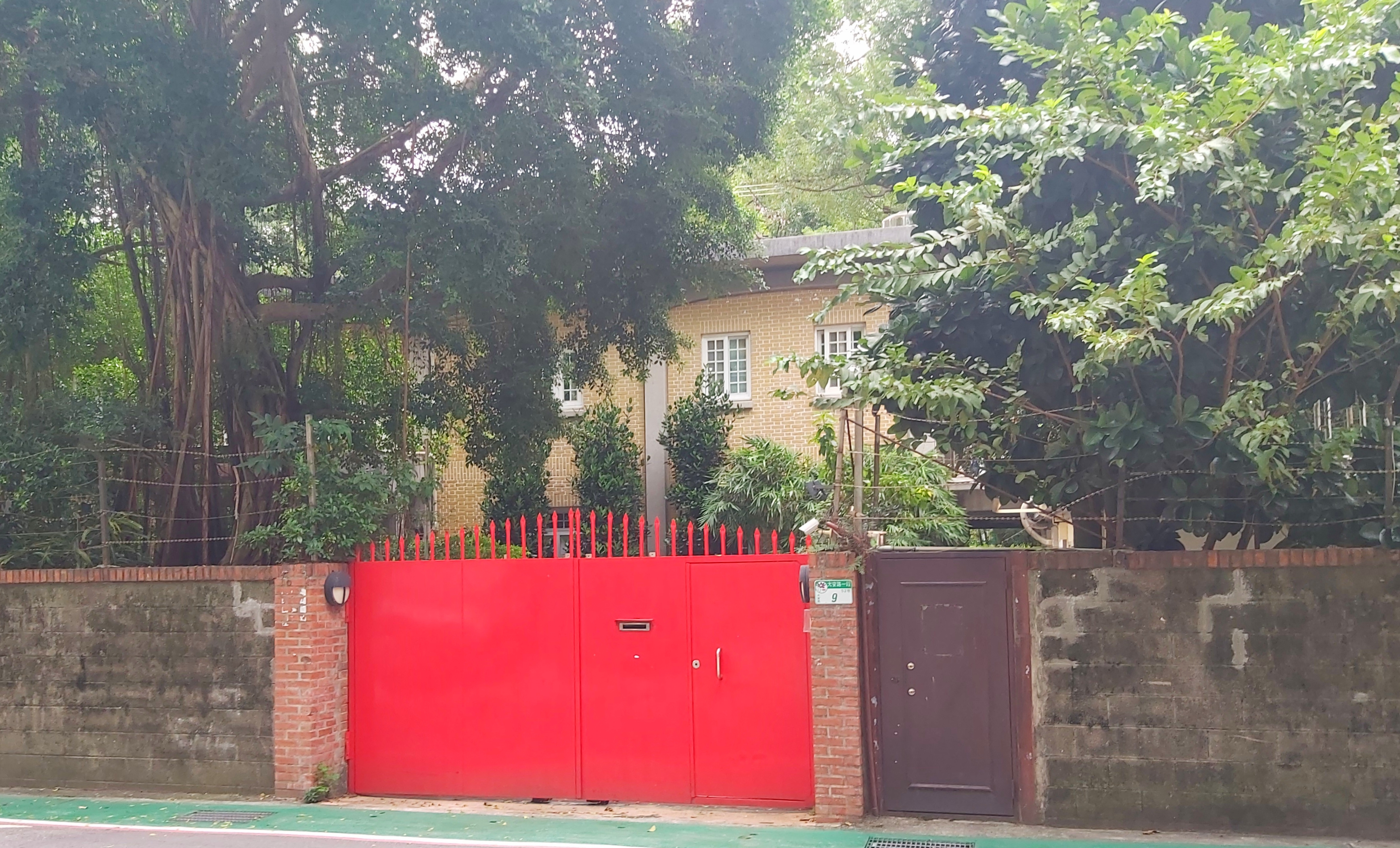
施啟揚於1988年出任行政院副院長時獲行政院配給的官舍，後來在施擔任司法院院長任內將之變更為司法院院長官邸，以供其之後有住宿或會客需求的歷任司法院院長使用。

施啟揚在回國後即開始參與中國國民黨的黨務工作，並在1976年步入政壇。先後擔任過教育部常務、政務次長以及法務部常務次長，1984年出任法務部部長，1988年任行政院副院長，期間經歷俞國華、李煥及郝柏村等人出任行政院院長。1993年連戰出任行政院院長後，轉任國家安全會議秘書長，隔年司法院院長林洋港辭職，施啟揚出任遞補院長的位置。1999年將院長一職交棒給翁岳生後，轉任總統府資政。

### 參與319真調會
在2004年中華民國總統大選投票日前一天3月19日，發生了319槍擊案，事後對選舉與政壇都產生巨大的政治效應，相關調查及質疑亦隨之而來，泛藍陣營認為整個事件是泛綠陣營為選舉獲勝而製造的「陰謀論」。
2004年8月24日，立法院的泛藍立委三讀通過三一九槍擊事件真相調查特別委員會條例，成立三一九槍擊事件真相調查特別委員會，施啟揚在泛藍陣營的邀請下出任該真調會的召集人。然而執政的民進黨則發動抵抗權，總統依法公佈該條例，卻違反憲政慣例加以批註，並拒派代表參與，引發了嚴重的憲政危機。當時真調會資金短絀，施啟揚還放話就是靠自己寫的書也要來湊集資金。12月15日，司法院大法官作成585號釋憲，確認真調會條例「部分違憲」，剝奪了泛藍成員為主的真調會部分權力，最終在2005年1月17日公佈自行調查報告斷言這是一場「操作選舉」，隨後真調會解散。

### 之後的調查工作
2006年3月，在槍擊案滿兩週年前夕，施啟揚在新出版的《三一九槍擊事件調查經過與感想》一書中認為，由於執政當局刻意封鎖有關消息，違法抵抗真調會的合法調查，案件雖發生近兩年，在全民極度關注、沸沸揚揚情況下，全案真相如何，外界仍「嘸宰羊」（閩南語「不知道」之意），並表示真調會不是在找陳水扁總統麻煩，而是在澄清黑白、不分藍綠，319槍擊案可以說是千古奇案、世紀之謎，特別是案發現場的真相到今天仍撲朔迷離；他質疑難道要相信319槍擊案是63歲的獨行俠陳義雄對陳水扁總統政治謀殺行為，這種說法根據民調顯示當時只有19%國民相信。他認為「319槍擊案發現場在那里？情況如何？」迄今仍真相未明，因此在書中提出「0319專案現場勘察重建暨証物鑑定報告」、副總統呂秀蓮「319中彈紀實」、真調會報告，供外界參考。亦在書中指出，並不知道什麼人是參與319槍擊案的核心人物，但只能大膽假設認為「『與聞機要』或『參與謀議』者，只有陳○○、邱○○兩人」。由于真調會自始遭執政當局排斥、封鎖及抵抗，無法行使公權力，只有片段書面資料及傳聞證據作為推論依據，至於「呂、游、謝、蘇等四人，事前應該都在狀況外」。

## 逝世
臥病逾10年，2019年5月5日下午3點在新北市三峽區家中辭世。

### 褒揚
2019年5月28日上午告別式，總統頒贈褒揚令，全文為：

總統府前資政、司法院前院長施啟揚，淹曠爾雅，寧靜澹泊。誕育鹿港古鎮，訓格彝言傳家，認真律己，早勵清操。少歲卒業國立臺灣大學法律系，嗣負笈遊德，獲海德堡大學博士學位，極深研幾，橫翔捷出。歷任教育部次長、法務部部長、大陸委員會主任委員、行政院副院長暨國家安全會議秘書長等職，潛心修正民法總則編，力促取消票據法刑責；落實修憲國是會議，主持二二八事件調查；制定兩岸人民關係條例，悉意國安會法制化，畢慮殫精，措置攸宜；適時應務，獻替多所。尤以接掌司法院任內，杜絕司法請託關說，維護審判獨立空間；完備法曹考用制度，推動行政訴訟興革；加強大法官釋憲功能，踐履自由人權保障，澄源端本，張絃改柱；覃思遠謨，懋猷日新，允為我國大規模司法改革先河。曾獲頒一等功績暨一等司法獎章、一等卿雲勳章等殊榮，德隆望尊，赫然聲采。綜其生平，籌謀庶政─成惠民益眾之鴻績，整飭綱維─立定國安邦之峻業，前緒遐軌，霽範昭垂。遽聞溘然辭世，軫悼彌殷，應予明令褒揚，用示政府崇禮邦彥之至意。

總　　　統　蔡英文　　　　

行政院院長　蘇貞昌　　　　

## 荣誉

### 中华民国勋章奖章
- 一等卿云勋章（2013年6月24日于台北总统府颁授[3]）